# فابیانو ریبریو دی فریتاس
فابیانو ریبریو دی فریتاس (به پرتغالی: Fabiano Ribeiro de Freitas) دروازه‌بان اهل برزیل است که در شهر Mundo Novo و در تاریخ ۲۹ فوریهٔ ۱۹۸۸ به دنیا آمده‌است.
فابیانو ریبریو دی فریتاس در تیم‌های فوتبال سائوپائولو سابقهٔ حضور دارد.